# 아리사와 히로미
아리사와 히로미(일본어: 有沢 広巳, 1896년 2월 16일 ~ 1988년 3월 7일)는 일본의 경제학자, 통계학자이다. 호세이 대학 총장을 지냈으며 호세이 대학과 도쿄 대학 명예교수를 지냈다.
1896년 고치현에서 태어났다. 제2고등학교를 졸업하고 도쿄 제국대학 경제학부에서 마르크스주의 경제학을 배웠으며 1926년부터 1928년까지 독일에 유학하였다. 1938년 인민전선 사건(人民戦線事件)으로 치안유지법 위반으로 기소되어 도쿄 제국대학에서 휴직처리되었다. 1944년 2심에서 무죄 판결을 받았으며 1945년 제2차 세계대전 전후 도쿄 대학에 복귀했다. 1957년부터 1960년까지 일본통계학회 회장, 1959년부터 1962년까지 호세이 대학 총장, 1980년부터 1986년까지 일본 학사원 원장을 지냈다. 1988년 심부전으로 사망했다.
| 아카데믹 오피스    | 아카데믹 오피스              | 아카데믹 오피스      |
| ------------------ | ---------------------------- | -------------------- |
| 이전 와다치 키요오 | 일본 학사원 원장 1980 ~ 1986 | 이후 구로사와 토시오 |